# هجوم دابق 2016
هجوم دابق 2016 هو هجوم عسكري وجزء من المرحلة الثالثة من عملية درع الفرات التي أطلقتها القوات المسلحة التركية وفصائل من الجيش السوري الحر بهدف استرجاع بلدة دابق شمال حلب من الدولة الإسلامية في العراق والشام (داعش). بدأت العملية في أيلول/سبتمبر من عام 2016 وأسفرت عن سيطرة تركية-ثورية سورية على المدينة وذلك بحلول 16 تشرين الأول/أكتوبر من نفس العام.

## الخلفية
تحسبا لأي هجوم انتقامي لأفراد داعش؛ عززت مدينة دابق الحماية بزيادة 800 مقاتل. ليس هذا فقط؛ فاسترجاع المدينة وهزيمة داعش كانت تُشكل ضربة كبيرة للتنظيم المتطرف كما كان يُنظر للمعركة من جهة أخرى؛ حيث اعتُبرت معركة مهمة بين «الكفار» والمسلمين وهي معركة تُبشر ببداية نهاية العالم. التدخل العسكري التركي في سوريا ارتبط أيضا بالذكرى الخمسمئة لمعركة مرج دابق عندما غزت الإمبراطورية العثمانية بقيادة سليم الأول شمال حلب في دابق ثم غزت عدة مناطق في شمال سوريا.

## الهجوم

### الأسبوع الأول

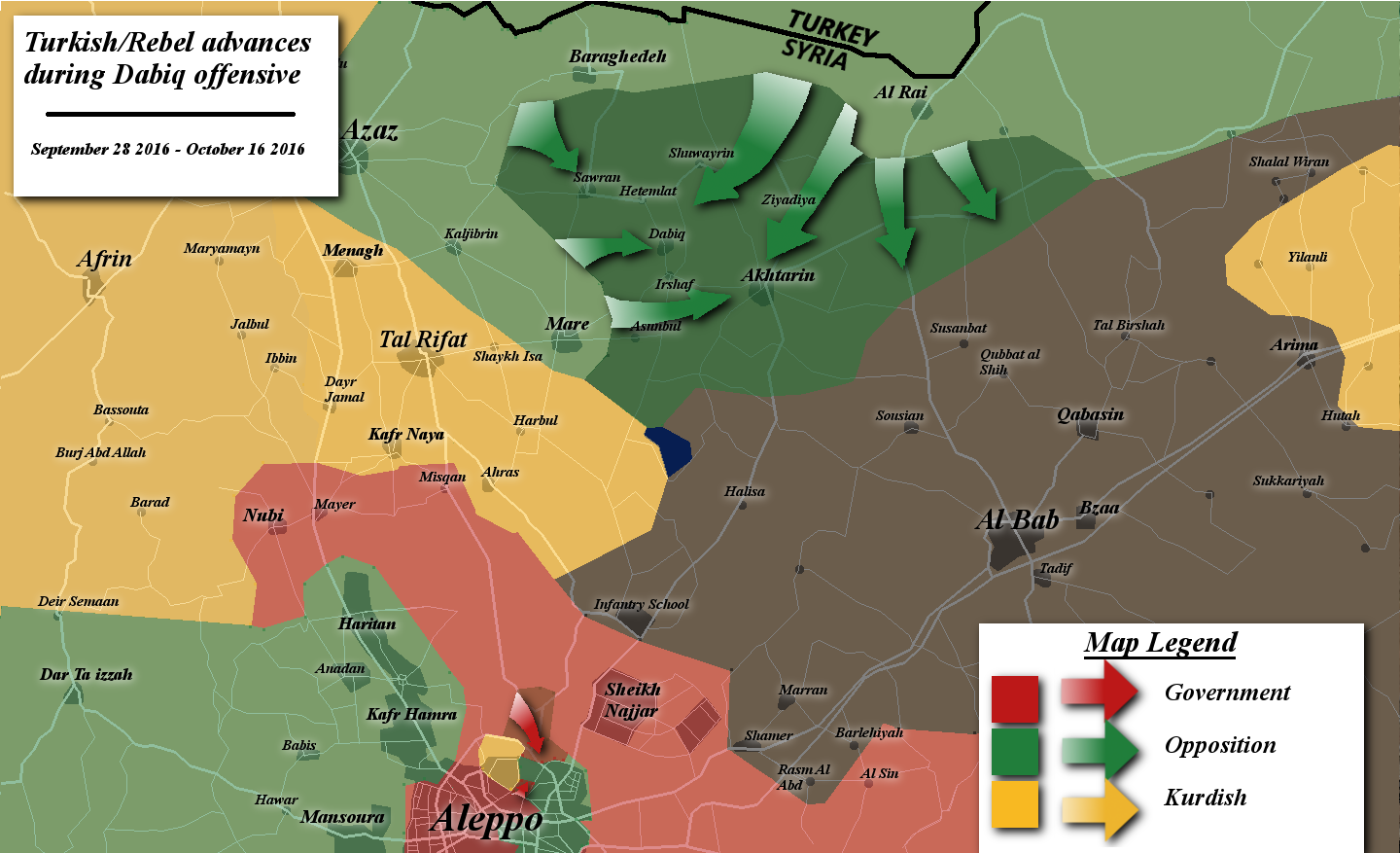
خريطة تُفسر الهجوم

في 28 أيلول/سبتمبر أعلن الجيش التركي أنه دمر بعض مستودعات الأسلحة ومستودعات الدخيرة المملوكة للتنظيم المتطرف في مجموعة مناطق متفرقة في محافظة حلب كما أعلن الجيش عن استهدافه لمواقع التنظيم بـ82 قذيفة مدفعية. حينها تمكن الثوار من استعادة منطقي الري في حين «استعاد» داعش مؤقتا منطقة تل العر، قبل أن تسترجعها القوات التركية جنبا إلى جنب مع الثوار السوريين بالإضافة إلى الزيادية.
بين 29 أيلول/سبتمبر وحتى 2 تشرين الأول/أكتوبر تمكن الثوار من القبض على سبع قرى من داعش، الذي انسحب بشكل كبير؛ الأمر الذي دفع بالثوار إلى التقدم نحو دابق بمساعدة من الجيش التركي وجندي واحد (مستشار عسكري) من القوات الخاصة الأمريكية. خلال هذه المرحلة كانت القوات التركية وفصائل المعارضة السورية قد تقدمت بحوالي ثلاثة كيلومترات داخل أسوار دابق.
في 3 تشرين الأول/أكتوبر؛ عانى الثوار وتأخروا بعض الشيء بسبب مئات الألغام الأرضية التي زرعها أفراد التنظيم المتطرف في قرية تركمان بارح. جذير بالذكر أنه في الطريق باتجاه دابق؛ تُوفي ما بين 15 حتى 21 من الثوار مقابل 29 حتى 35 من الجرحى. ما بين 4 و5 تشرين الأول/أكتوبر، استرجع الثوار خمس قرى أخرى بما في ذلك ثلاثة في شرق أخترين. في الوقت نفسه؛ كانت القوات الجوية التركية تدك صفوف داعش بالصواريخ وتُخلف مزيدا من الخسائر في صفوف التنظيم.

### الأسبوع الثاني
تم استرجاع بلدة أخترين بالكامل من قبل الثوار بحلول 6 تشرين الأول/أكتوبر. لكن وفي المقابل فقد شن داعش هجوما مضادا بعد يومين فقط وتمكن من السيطرة على المدينة جنبا إلى جنب مع أربع قرى أخرى ولو مؤقتا. وفقا للجيش التركي فإن 38 من مسلحي داعش قد قُتلوا في الاشتباكات والغارات الجوية خلال 8 و9 تشرين الأول/أكتوبر.
بين 9 و11 تشرين الأول/أكتوبر قبض الثوار على 17 قرية من داعش ثم تقدموا مجددا باتجاه دابق. خلال يومين قُتل 30 من عناصر الثوار مقابل 20 من مقاتلي داعش. ومع ذلك؛ فقد شنَّ أفراد داعش هجوما مضادا جديدا وذلك بحلول 11 تشرين الأول/أكتوبر وتمكن من السيطرة على قريتين. وأفادت وسائل إعلام تركية أن الجيش دمر 98 من أهداف الدولة الإسلامية خلال الاشتباكات. في الوقت نفسه أفاد العديد من النشطاء والشهود العيان أن القصف المستمر من قبل الثوار والجيش التركي على داعش في قرية دويبق أسفر عن مقتل ما لا يقل عن 10 مدنيين وجرح آخرين.

### الأسبوع الثالث
في 12 تشرين الأول/أكتوبر استرجع الثوار قرية دويبق بالكامل كما استعادو قرية أخرى كانوا قد خسروها في اليوم السابق. في الوقت نفسه ذكر الجيش التركي أن 109 من المسلحين قد قُتلوا وأن 77 من أهداف الدولة الإسلامية قد دُمرت ما بين 11 و13 تشرين الأول/أكتوبر، وذكرت وسائل إعلام أخرى أن 10 من الثوار قد قُتلوا مقابل جرح 22 آخرين خلال الاشتباكات.
في 15 تشرين الأول/أكتوبر استرجع الثوار ثلاثة قرى محيطة بدابق، وفي اليوم التالي تم استرجاع المناطق المحيطة بصوران وسبع قرى أخرى تم استرجاعها من قبل الثوار.